# Rachid Nekkaz
Rachid Nekkaz (en arabe : رشيد نكاز), né le 9 janvier 1972 à Villeneuve-Saint-Georges (Val-de-Marne, France), est un homme d'affaires et homme politique algérien.
Il fait fortune dans le monde des affaires grâce à la bulle Internet, fortune qu'il investit dans des activités liées à l’immobilier, puis aux États-Unis.
En France et en Algérie, il est l'objet de plusieurs polémiques. Il prend la défense des femmes portant le voile intégral, interdit en France depuis 2010. Il renonce à sa nationalité française pour pouvoir se présenter à l'élection présidentielle algérienne de 2014, lors de laquelle il n'est finalement pas retenu faute de dossier complet.
De nouveau candidat à l'élection présidentielle algérienne prévue en avril 2019, il est frappé d'inéligibilité. À la fin de l’année, après avoir notamment appelé à tirer sur les députés qui voteraient la loi sur les hydrocarbures, il est placé en détention provisoire, relâché en février 2021 puis condamné à un an de prison en décembre 2021. Le 3 juillet 2022, il est condamné à cinq ans de prison pour avoir appelé au boycott des élections du 12 décembre 2019.Il quitte l'Algérie en mars 2023 pour les États-Unis.

## Situation personnelle

### Origines et formation
Né à Villeneuve-Saint-Georges de parents algériens, dont le père est originaire de Chlef, issue de la tribu des Bani Sebih et la mère de Béjaïa, installés en France, Rachid Nekkaz a grandi dans la Cité 120, un quartier populaire « provisoire » de Choisy-le-Roi (Val-de-Marne). Il suit des études d’histoire et de philosophie à la Sorbonne, où il a obtenu une maîtrise. Il aurait fait fortune grâce à la « bulle internet » en montant une start-up informatique en 1998, puis se serait reconverti dans l'immobilier.

### Vie privée
Le site d'information Rue89 décrit en 2013 son épouse comme américaine et catholique ; selon Jeune Afrique, elle est franco-américaine,. L'intéressé affirme que celle-ci, Cécile Lucienne Le Roux, est convertie à l'islam. Le couple serait marié religieusement.

## Parcours politique

### En France
Le 14 mars 2006, il annonce sa candidature à l'élection présidentielle de 2007, et déclare détenir, au 10 novembre 2006, 521 promesses de parrainages de maires de communes rurales. Il promeut notamment la voiture à moteur à injection d'eau qui utilise le procédé — très controversé — de Paul Pantone. Le 12 mars 2007, il achète pour 1 550 € le « parrainage » d'André Garrec, maire de Noron-la-Poterie, que celui-ci avait mis en enchère ; il le déchire ensuite en direct sur la chaîne d'information LCI en signe de protestation contre l’« achat » de parrainages. En février 2007, il obtient le soutien de l'humoriste écologiste Marc Jolivet. Le 16 mars 2007, il annonce finalement qu'il n'a pas obtenu les 500 parrainages nécessaires pour être candidat à l'élection présidentielle. Seuls treize parrainages en sa faveur sont validés par le Conseil constitutionnel.
Lors des élections législatives de 2007, 58 candidats se présentent sous le sigle « Parti Rachid Nekkaz ». Lui-même candidat dans la 7e circonscription de Seine-Saint-Denis, il obtient 156 voix, soit 0,56 % des suffrages exprimés.
Le « Parti Rachid Nekkaz » devient le « Rassemblement social-démocrate » (RSD) le 27 juin 2007. Candidat aux élections municipales de 2008, à Orly (Val-de-Marne), il réunit 5,15 % des suffrages exprimés. À Denain (Nord), le RSD investit Djemi Drici, président du Football club franco-italien (FC Denain) et de l'association Droit et devoir, qui s'est illustré grâce à une campagne d'affichage électoral promettant de donner « 300 € ou un billet d’avion à tous les électeurs en cas de victoire »,.
Affilié à partir de 2009 au Parti socialiste (PS), il annonce en 2011 sa candidature à l'élection présidentielle française de 2012 lors d'un happening au Fouquet's visant à dénoncer la loi sur l'interdiction du port du voile intégral,. Cependant, il ne sera pas en mesure de se présenter à la primaire présidentielle socialiste de 2011.
Rachid Nekkaz est candidat à l'élection législative partielle qui a lieu dans la 3e circonscription de Lot-et-Garonne en juin 2013, à la suite de la démission de son poste de député de l'ancien ministre délégué au Budget Jérôme Cahuzac, mis en examen pour blanchiment d'argent. Il arrive dernier du premier tour, n'ayant obtenu aucune voix.

### En Suisse
Le 8 mars 2019, Rachid Nekkaz organise un rassemblement en Suisse avec de nombreux militants devant les Hôpitaux Universitaires de Genève (HUG) où est hospitalisé le président algérien Abdelaziz Bouteflika. Pour s'opposer à la validation de la candidature du président Abdelaziz Bouteflika malade par le Conseil constitutionnel algérien pour la présidentielle de avril 2019. Souhaitant vérifier que le chef de l'État algérien allait bien, Rachid Nekkaz est interpellé par des agents de police dans l'hôpital qui ont procédé à son arrestation,,,.

### En Algérie
Le 3 juin 2013, à la frontière algéro-marocaine, il annonce sa candidature à l'élection présidentielle algérienne de 2014. Il se présente comme le candidat de la jeunesse et du changement. Pour pouvoir être candidat, il annonce qu’il renonce à sa nationalité française, mentionnant un décret du 20 août 2013. Il ne peut déposer son dossier de candidature au Conseil constitutionnel, selon lui à la suite de la disparition de parrainages. Le 8 mars 2014, il rassemble des centaines de jeunes « anti-système » à la Grande Poste à Alger.

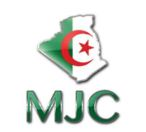
Logo du Mouvement de la jeunesse et du changement.

En mai 2014, quelques semaines après l'élection présidentielle, Rachid Nekkaz annonce la création d'un nouveau parti politique, le Mouvement de la jeunesse et changement (MJC). Ce parti politique n'est pas agréé par les pouvoirs publics.
Souhaitant être candidat aux élections législatives algériennes de mai 2017 depuis Paris, il plaide la défense des intérêts des « millions d'Algériens » qui vivent en France. Les services consulaires de l’ambassade d’Algérie en France refusent finalement sa candidature.
En avril 2019, de nouveau candidat à  l'élection présidentielle algérienne, il affirme que le président Abdelaziz Bouteflika est décédé et qu'il est représenté par une image 3D. Il mène une campagne centrée sur les réseaux sociaux, ce qui lui assure une  popularité auprès des jeunes. Il est frappé d'inéligibilité à la suite de la réforme de la Constitution de 2016[source insuffisante]. L'article 87 dans la nouvelle constitution, alourdit les conditions d'éligibilité à la présidence de la République. Rachid Nekkaz décide alors de présenter à sa place son cousin et homonyme dont il devient directeur de campagne. Il annonce qu’en cas de victoire de celui-ci, un poste de vice-président sera créé et lui reviendra, avant que son cousin ne démissionne pour lui permettre de devenir chef de l’État. Finalement, le scrutin, prévu le 18 avril 2019, dans un contexte de mouvement de contestation inédit (Hirak), est annulé par l'homme fort du pays, le général Gaïd Salah.
En septembre 2019, il s’oppose à la décision de l’exécutif algérien d’organiser l’élection présidentielle le 12 décembre 2019 et critique les arrestations de porteurs du drapeau berbère et d'opposants politiques. Dans le cadre du mouvement de protestation, il promet de payer les amendes infligées aux manifestants et à ceux qui les transportent. Il appelle également les Algériens à boycotter l'élection et à bloquer les bureaux de vote,. Arrêté le 4 décembre 2019, il est placé en détention pour quatre chefs d’inculpation, dont « incitation à l’empêchement les élections ».

## Actions et prises de position

### En France
Il est le fondateur avec Jean-Bruno Roumegoux et Leila Hireche du « Club des élus Allez France », une association défendant depuis 2002 l'inscription automatique de tous les citoyens sur les listes électorales. Il se lance à nouveau dans une campagne d'inscriptions sur les listes électorales en septembre 2007.
En 2003, il milite dans les quartiers populaires pour protester contre l'invasion de l'Irak par la coalition menée par les États-Unis[réf. nécessaire].
En novembre 2005, en plein cœur des émeutes urbaines, il est reçu à Matignon en qualité de président du « Club des élus Allez France » membre des associations composant le Collectif Banlieues Respect, créé avec Hassan Ben M'Barek. Cette fédération qui regroupa une trentaine d'associations de banlieue sera reçu par Dominique de Villepin, alors Premier ministre. À cette occasion, il lancera  un appel au calme et mène ensuite, jusqu'en 2010, une série d'actions pour la promotion de la paix et du respect dans les quartiers.
Le 21 décembre 2008, il entame une grève de la faim devant la maison d’arrêt de Nanterre pour exiger « la libération immédiate de Karim Achoui », avocat célèbre pour ses liens avec le grand banditisme, condamné à sept ans d’emprisonnement pour complicité de tentative de meurtre, complicité d'évasion d'Antonio Ferrara.
En novembre 2009, avec une de ses associations, « Paix sans frontières », il organise une manifestation devant l'ambassade de Chine à Paris pour demander un nouveau procès pour des condamnés de la minorité musulmane ouïghoure en Chine.
En 2010, Rachid Nekkaz fonde l'association « Touche pas à ma constitution », qui vise à lutter contre la pénalisation du port du voile intégral dans la rue et qui paie à la place des femmes portant un niqab les amendes qu'elles doivent régler du fait de l'interdiction de porter ce voile intégral dans la rue,. Il déclare ainsi en 2013 : « Je suis un musulman laïc, opposé au niqab. Ce que je défends, c’est la liberté pour les femmes de le porter ou non. »
Le 20 avril 2013, il affirme avoir fait un don de 500 000 dollars américains pour les écoles de l’État de Borno (Nigeria), fief du groupe islamiste armé Boko Haram, pour la libération d’une famille. Il rend également visite à des réfugiés ouigours.
Bien que se déclarant personnellement opposé au burkini, il s'engage en 2016 à payer les amendes des personnes verbalisées. Il est arrêté par la police le 28 octobre 2016 et emmené au poste pour trouble à l'ordre public lors d'une manifestation.
Le 14 octobre 2016, devant l'hôtel des impôts de Toul, l'ancienne ministre et députée européenne Nadine Morano tente d'empêcher Rachid Nekkaz de payer  une amende d'une citoyenne française verbalisée pour port du niqab,. Après un échange tendue, la police intervient.
Il organise la journée « toutes en burkini sur les plages du festival de Cannes » le 26 mai 2017, afin de assembler une douzaine de femmes en burkini sur une plage de Cannes. L'évènement n'a finalement pas lieu, un arrêté interdisant toute manifestation à Cannes.
Lors de sa renonciation à la nationalité française[Quand ?], il qualifie la France de « régime vichyste ».
Il se présente comme « sauveur de mosquées en France », « défenseur des minorités », « libérateurs d'otages français », « défenseur des libertés ». Le Point affirme qu'il « aime toujours le bruit des fanfares et des trompettes ».

### En Algérie

#### Lutte contre la corruption
À partir de 2014, Rachid Nekkaz organise de nombreuses manifestations et actions, en France et en Algérie, contre des personnalités politiques algériennes importantes qu'il accuse d'être corrompues, telles que Abdeslam Bouchouareb, Chakib Khelil ,, Amar Saadani et Abdelmalek Sellal. Il accuse également Abdelmoumen Ould Kaddour, ex-PDG de Sonatrach.

#### Marches

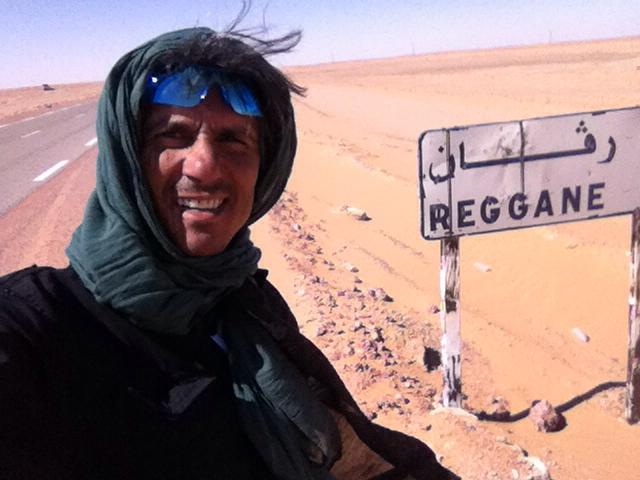
Rachid Nekkaz dans la commune de Reggane (2016).

Rachid Nekkaz organise plusieurs marches et parcourt à pieds un total cumulé de 3 124 km entre le 1er novembre 2014 et le 24 février 2016, dont  une marche de 1 350 km contre l'exploitation du gaz de schiste à In Salah dans le Sahara algérien. Il visite la majorité des communes des 48 wilayas du pays, ce qui accroît sa popularité.
Ces marches entendent promouvoir un changement pacifique du pouvoir en Algérie et lutter contre l’exploitation du gaz de schiste dans le désert.

## Affaires judiciaires

### Affaires et condamnations en France
Soupçonné d'avoir tenté d'acheter au moins un parrainage pour l'élection présidentielle, il est mis en examen pour corruption active et est écroué en mars 2012. Le 5 décembre 2013, le tribunal correctionnel de Paris le condamne à 18 mois avec sursis et le maire de Mertzen écope de 2 000 € d’amende pour corruption passive.
En septembre 2013, il est condamné par le tribunal d'instance d'Ivry-sur-Seine à rembourser l'intégralité des loyers perçus de deux locataires qu'il logeait dans des conditions indignes dans le sous-sol de son pavillon de Choisy-le-Roi pour un montant prohibitif, et à les reloger sous astreinte de 100 € par jour. Le tribunal a estimé que ces logements ne constituaient pas un logement décent, et ne pouvaient valablement faire l'objet d'un contrat de bail.
À partir de 2014, Rachid Nekkaz organise des rassemblements contre la corruption supposée d’Abdelmoumen Ould Kaddour, qu'il accuse de « traîtrise » et de « détournement » des richesses nationales ayant servi à l'achat de biens immobiliers. Le 23 juillet 2017, Rachid Nekkaz est condamné par le tribunal de grande instance de Nanterre pour publications diffamatoires : il doit notamment payer 10 000 euros pour préjudice moral à la famille Ould Kaddour et se voit condamné à une astreinte de 2 000 euros par jour s’il ne supprime pas sur son Facebook les contenus avec leur adresse. Le 18 décembre 2017, refusant de se plier à la décision de justice, le TGI de Nanterre décide de nouveau de le condamner et de doubler l’astreinte à 4 000 euros par jour de retard.
En mars 2019, après deux jours de détention provisoire, il est condamné à payer une amende pour avoir tenté de faire irruption dans la chambre d'Abdelaziz Bouteflika aux Hôpitaux universitaires de Genève (HUG), malgré les mises en garde des forces de l'ordre.

### Arrestations et incarcération en Algérie
En novembre 2019, il est convoqué par la police algérienne à la suite d'une vidéo publiée sur Facebook où il appelle les Algériens à prendre les armes contre les députés qui sont favorables à l’adoption de la loi sur les hydrocarbures,. Le mois suivant, depuis l'Espagne, il annonce qu'il va porter plainte contre Ahmed Gaïd Salah, l'accusant de violer l'article 55 de la Constitution, qui prévoit que chaque citoyen algérien puisse jouir « de ses droits civils et politiques » et « choisir librement le lieu de sa résidence et de circuler ».
Le 4 décembre 2019, il est arrêté à l'aéroport d'Alger - Houari-Boumédiène et transféré devant le procureur de la République du tribunal de Dar El Beida. Le juge d'instruction le place en détention provisoire pour « atteinte à l'unité nationale », « incitation à la violence par le biais des réseaux sociaux » et « planification d'opérations destinées à empêcher les citoyens à effectuer leur devoir électoral ». Rachid Nekkaz est incarcéré le 5 décembre 2019 au centre pénitentiaire de Koléa, dans la wilaya de Tipaza.
Le 26 janvier 2021, il est transféré à la prison d'El Abiodh Sidi Cheikh, proche du Sahara, à 756 km d'Alger, ce qui l'isole de ses 85 avocats chargés de sa défense. Cette décision intervient notamment après qu’il a adressé plusieurs lettres au ministre de la Justice, Belkacem Zeghmati, dénonçant les abus de pouvoir et les conditions d'incarcération des prisonniers,. En prison, sa santé se serait dégradée : selon ses avocats, un début de cancer de la prostate lui aurait été diagnostiqué.
Rachid Nekkaz annonce qu’il commence le 19 février 2021 une grève de la faim pour une durée de 29 jours pour un Hirak « professionnel et pacifique ». Le même jour, après 443 jours de détention et sans date de procès programmé, les autorités algériennes décident de le libérer provisoirement dans le contexte de la vague de grâces présidentielles d’Abdelmadjid Tebboune, qui souhaite marquer le deuxième anniversaire du Hirak. Le 22 février, Rachid Nekkaz est victime d’une agression lors d’une tentative d’interpellation policière, au cours d’une prise de parole à Mostaganem, devant des milliers de personnes venues pour la célébration de l’anniversaire du Hirak,. Il est finalement condamné à un an de prison le 17 décembre 2021. Il est par la suite condamné en appel, le 3 juillet 2022, à cinq ans de prison.
Le 10 décembre 2022, Rachid Nekkaz, dans une lettre adressée au président Abdelmadjid Tebboune, annonce renoncer à sa carrière politique. Le 18 janvier 2023, il est libéré pour « raisons humanitaires ». En mars 2023, atteint d’un cancer, Rachid Nekkaz est autorisé à se rendre aux États-Unis, où se trouve sa famille, pour se faire soigner. Il se rend dans un premier temps en Espagne.

## Publications
- On vous écrit d'à côté, avec Léonard Anthony, Fixot, coll. « Document », 1997 – cet essai s'intéresse aux difficultés des jeunes de banlieue à trouver leur place dans la société.
- Splendeurs et misères des petits actionnaires : la Bourse, Eurodisney et Eurotunnel, avec Léonard Anthony, Fixot, coll. « Document », 1999 – livre sur la finance, l’histoire et le montage des grands projets internationaux comme Eurotunnel et Eurodisney.
- Millénarium : Quel avenir pour l'humanité ?, avec Léonard Anthony, entretiens avec Tony Blair, Bill Clinton, Jacques Chirac, Jean Chrétien, Massimo D'Alema, Keizo Obuchi et Gerhard Schröder, Robert Laffont, 2000.
- Le Voltaire du niqab – fichés S : le combat de Rachid Nekkaz contre les lois liberticides de huit États européens qui ont déclaré la guerre au niqab, éditions MJC, 2018.
- (en) The Bouteflika dictatorship 5: Under French Protection (La Dictature de Bouteflika : sous protection française), éditions MJC, 2019.